# Glosematică
Glosematica este o teorie lingvistică structuralistă propusă de Louis Hjelmslev și Hans Jørgen Uldall, deși cei doi au decis, ulterior, să urmeze căi separate, fiecare având propria abordare. Teoria lui Hjelmslev, în special, este o metodologie matematică de început pentru analiza limbajului, care a fost ulterior încorporată în fundamentele analitice ale modelelor actuale de gramatică funcțional-structurală, cum ar fi Gramatica funcțională daneză, Gramatica funcțională a discursului și Lingvistica funcțională sistemică. De asemenea, teoria lui Hjelmslev rămâne fundamentală pentru semiotica modernă.

## Sens
Glosematica definește glosemul drept unitatea sau componenta elementară a limbajului. Glosemul este considerat cea mai mică unitate ireductibilă atât a conținutului, cât și a planurilor de expresie ale limbajului; la nivelul exprimării, glosemul este aproape identic cu fonemul. În planul conținutului, este unitatea de sens care stă la baza unui concept. O mioară, spre exemplu, este formată din taxemele oaie și femelă, care pot fi, în cele din urmă, împărțite în unități de sens și mai mici - glosemele. Analiza se extinde treptat înspre studiul funcțiilor, cel mai adesea cunoscute sub numele de dependențe, între elementele existente la nivel de discurs (care se numește proces) și între sens și formă în sistemul lingvistic. 
Termenul de glosem a fost utilizat pentru prima dată de Louis Hjelmslev și Hans Jørgen Uldall în anii 1930. Acesta derivă din cuvântul grecesc glossa (aici cu semnificația de „limbă”) și sufixul -eme. O noțiune similară a fost folosită de Leonard Bloomfield în descrierea sistemului său de unități lingvistice de bază (vezi tagmeme ), deși glosematica este mult mai complexă în fiecare direcție.

## Teoria de limbă a lui Hjelmslev
Glosematica este o extindere a conceptului lui Saussure, prin care limbajul este un sistem dual, format din sens și formă. Acest lucru este în contrast cu o tendință americană contemporană de a plasa semantica în afara nucleului lingvisticii. Hjelmslev a fost, de asemenea, influențat de Cercul lingvistic din Praga, în măsura în care a considerat mai degrabă textele complete drept material pentru analiză, în defavoarea „enunțurilor”, după cum era obișnuit în structuralismul american. Spre deosebire de lingviștii americani, cât și de cei europeni, Hjelmslev a considerat limbajul nu ca un fapt social, ci ca un sistem de calcul care se află la baza tuturor științelor. 
Misiunea lingvistului este de a dobândi o înțelegere mai aprofundată a întregului printr-un studiu amănunțit al structurii părților componente. Glosematica, pe cât de mult posibil, încearcă să construiască un model non-istoric, non-sociologic și non-psihologic bazat pe principii specifice de limbă și dependență minimală față de factorii externi ai sistemului. Sarcina lingvistului, analizând texte sau corpusuri ale diverselor limbi, are scopul de a stabili un model universal al funcționării interne a limbii prin compararea meta-structurilor fundamentale ale limbajelor. În loc de a separa domeniile de studiu, Hjelmslev considera fonologia, morfologia, sintaxa, lexicologia și semantica părți ale aceluiași aparat.
„Lingvistica trebuie așadar să-și conștientizeze principala sarcină de a stabili o știință a expresiei și o știință a conținutului pe o bază internă și funcțională... [trebuie să devină o disciplină] a cărei știință a expresiei nu este fonetica și a cărei știință a conținutului nu este semantica. O asemenea știință ar fi o algebră a limbajului.”
- Louis Hjelmslev
Prin „fonetică” și „semantică”, Hjelmslev înțelege sunetul și sensul a fi neorganizate. În schimb, un lingvist trebuie să studieze expresia și conținutul, organizarea sistematizată a formei și sensului unei limbi date, care urmează a fi dedusă din materialul de cercetare. După cum se manifestă prin modele ulterioare de gramatică structurală, dar într-o oarecare măsură și prin gramatica generativă, unitățile unui anumit nivel sunt colectate în inventare (ex: părți de vorbire, tipuri de fraze etc. ). Glosematica, astfel, tinde spre a deveni un dispozitiv care poate prezice corect toate propozițiile gramaticale ale oricărei limbi. Teoria lui Hjelmslev a fost atribuită mai târziu lui Noam Chomsky, care a făcut uz de o modificare a acesteia făcută de către coordonatorul său de doctorat, Zellig Harris. Cu toate acestea, faima lui Hjelmslev se menține în semiotică și în lingvistica funcțională, unde ideea sa este cuprinsă în modelele moderne de gramatică, incluzând lingvistica funcțională sistemică, gramatica funcțională a discursului și lingvistica funcțională daneză.

## Formalism vs. funcționalism
Glosematica este cunoscută drept formalism sau lingvistică formală după publicarea lucrării lui Hjelmslev numită Introducere într-o teorie a limbajului  (inițial publicată în daneză în 1943, ulterior tradusă în engleză și franceză). Unii membri ai Școlii de la Praga nu au fost de acord cu utilizarea de către Hjelmslev a cuvântului funcție cu sensul de „dependență” sau „element” într-un lanț de dependențe care s-a îndepărtat de conceptul funcțiilor limbajului al Școlii de la Praga. Glosematica este un model structuralist adecvat prin faptul că examinează interacțiunea nivelului de conținut și a nivelului de expresie. Cu toate acestea, epitetul formalist poate fi considerat adecvat din perspective diferite. Într-una dintre perspective, Hjelmslev considera lingvistica drept o știință formală. Dintr-o altă perspectivă, el considera că lingvistica generală ar trebui să fie studiul limbajului ca un sistem autonom, ignorând factorii extralingvistici.